# Rinkaby distrikt, Skåne
Rinkaby distrikt är ett distrikt i Kristianstads kommun och Skåne län. 
Distriktet ligger sydost om centrala Kristianstad. 

## Tidigare administrativ tillhörighet
Distriktet inrättades 2016 och utgörs av socknen Rinkaby i Kristianstads kommun.
Området motsvarar den omfattning Rinkaby församling hade vid årsskiftet 1999/2000.